# Kanelisaaret (ö, lat 61,88, long 28,79)
Kanelisaaret är en ö i Finland. Den ligger i sjön Pihlajavesi och i kommunen Nyslott i  landskapet Södra Savolax, i den sydöstra delen av landet, 280 km nordost om huvudstaden Helsingfors. Öns area är 0,4 hektar och dess största längd är 100 meter i öst-västlig riktning.  Notera att namnet antyder att det är fråga om flera öar.